# Zakurze
Zakurze – część wsi Szynkarzyzna w Polsce, położona w województwie mazowieckim, w powiecie węgrowskim, w gminie Sadowne.
Rozpościera się na południowy zachód od Szynkarzyzny.
W latach 1975–1998 miejscowość administracyjnie należała do województwa siedleckiego.